# Berta Autotrasporti
Berta Autotrasporti è stata un'impresa di trasporto merci fondata a Genova verso la fine dell'Ottocento, fra le prime in Italia a effettuare trasporti, inizialmente con carri ippotrainati.
La società, nel corso di oltre un secolo della propria esistenza ha trasportato la quasi totalità delle merci, soprattutto pesanti e prodotti siderurgici, destinate o provenienti dalle aziende del Genovesato, che è stato il primo e più importante polo industriale italiano già dal XIX secolo, e dal Porto di Genova.

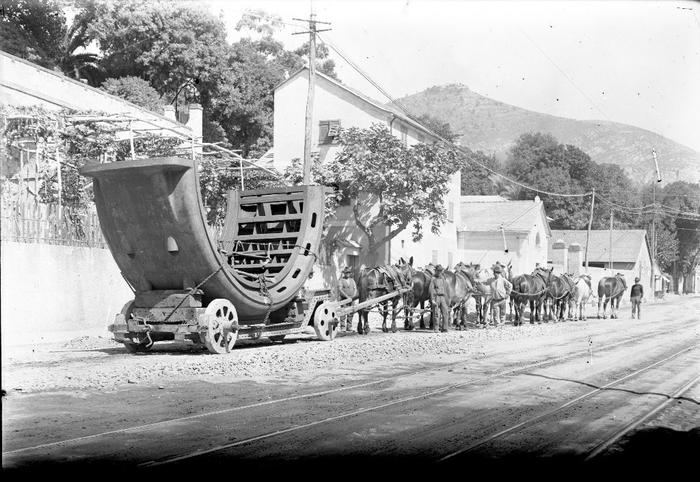
Un trasporto eccezionale di una carcassa di statore. Foto degli anni '10 del Novecento. Sullo sfondo il Monte Gazzo

Un trasporto eccezionale per dimensioni e per peso. Qualora la carreggiata avesse dovuto restringersi per ingombri causati, ad esempio, da opere edili, queste ultime venivano demolite da apposite imprese per poi essere ricostruite appena avvenuto il passaggio. Foto degli anni '40

Uno delle centinaia di automezzi Berta Autotrasporti a servizio continuativo per ILVA-Italsider. Si noti la presenza di un grosso peso sulle ruote posteriori del trattore stradale "zavorrato", necessario a causa dell'enorme peso del prodotto trasportato. Il trattore era un Fiat 619 T trasformato dalla ditta Mensi e Marsano di Tortona in zavorrato fisso per traini eccezionali. Foto dei primi anni '70

Un trasporto eccezionale per conto di Enel. Berta Autotrasporti è stata fondamentale per la Compagnia di produzione e distribuzione di energia elettrica. L'autocarro rappresentato era un Mack Lanova 6X4, il carrellone per trasporti eccezionali un Colombo.

Un autotreno Berta Autotrasporti in uno stabilimento Ansaldo nel 1964. La ditta inviava quotidianamente circa una quarantina di autotreni presso questa società. L'automezzo raffigurato era un FIAT 690 N

## Storia
La ditta Berta ha partecipato alla costruzione di transatlantici come il Rex, l'Andrea Doria, il Cristoforo Colombo, la Michelangelo e la Raffaello, avendone trasportato le lamiere destinate alla costruzione degli scafi e la maggior parte dei componenti come caldaie, turbine, eliche, motori etc.
Partner principale di aziende come Fincantieri, Ansaldo, Enel, FIAT, ERG, Falck, Ilva, con le quali deteneva contratti in esclusiva, proprio di quest'ultima società, allora Acciaierie di Cornigliano, ne ha consentito la realizzazione effettuando prima il riempimento delle aree a mare su cui sorgono gli stabilimenti con automezzi ribaltabili, per altro iniziato da Berta Autotrasporti già negli anni trenta, poi trasportandone in loco gli enormi altiforni, come carichi eccezionali con mezzi speciali e qualsiasi altro materiale necessario all'edificazione.
Data la non esistenza, all'epoca, di automezzi dotati della necessaria potenza, robustezza e motilità, per le operazioni vennero utilizzati mezzi militari come Mack M123, AEC Matador, Diamond T tank transporter, acquistati dall'Esercito americano e dall'Esercito inglese e riconvertiti a uso civile.
A seguito della contiguità e dell'adiacenza delle zone, contestualmente venne eseguito anche il riempimento delle aree a mare necessarie alla realizzazione dell'Aeroporto di Genova-Sestri, commissionato a Berta Autotrasporti. Alla fine dei lavori l'opera di rinterro totale si estenderà per una superficie di circa 3 milioni di metri quadri, il triplo di Expo 2015.
Verso la fine degli anni trenta si ricordano i trasporti di serbatoi e di gran parte dei materiali che hanno consentito la costruzione della ERG di San Quirico, a tutt'oggi il primo gruppo energetico privato italiano. Francesco Berta ed Edoardo Garrone, grandi amici, rischiarono la vita in un incidente accorso durante il posizionamento di alcune cisterne dopo il trasporto. I due, sul luogo per soprintendere alle operazioni, corsero il rischio di rimanere travolti da questi ultimi componenti che si mossero molto violentemente e inaspettatamente.
Nel periodo successivo alla realizzazione dell'Italsider-Ilva, la ditta Berta diverrà il loro principale partner, trasportandone qualsiasi prodotto, come ad esempio coils, lamiere, cilindri per laminatoio, lingottiere, siviere, verso stabilimenti siderurgici italiani, sia con centinaia di autotreni di linea che con speciali trattori stradali zavorrati, necessari a causa dell'enorme peso dei prodotti.
Al riguardo la società è stata la prima in Italia sia in senso temporale che per volumi di merci trasportate a trasportare i coils, innovativo prodotto di punta dell'Italsider, enormi rotoli di lamiera arrotolata, pesanti mediamente 30 tonnellate, prodotti a basso costo a partire dal 1953 a Cornigliano. Destinati alle principali case automobilistiche come FIAT, erano impiegati nel settore Automotive ed hanno consentito la produzione automobilistica di massa.
Nell'immediato dopoguerra, Francesco Berta, titolare della società, venne intervistato dalla Rai in quanto, avendo acquistato diversi carrelli a 96 ed a 48 ruote da un ingegnere tedesco, funzionario della casa costruttrice, risultava essere il primo d'Italia ad effettuare trasporti eccezionali.
Negli anni cinquanta e negli anni sessanta si assiste al massimo splendore delle partnership con Saima Avandero, Zust Ambrosetti, Gondrand, delle quali la società diventerà principale corrispondente, effettuando trasporti giornalieri per conto di queste ultime, soprattutto casse fuori sagoma, provenienti dalle capitali del Triangolo industriale come Torino e Milano e destinate al Porto o alla città di Genova.

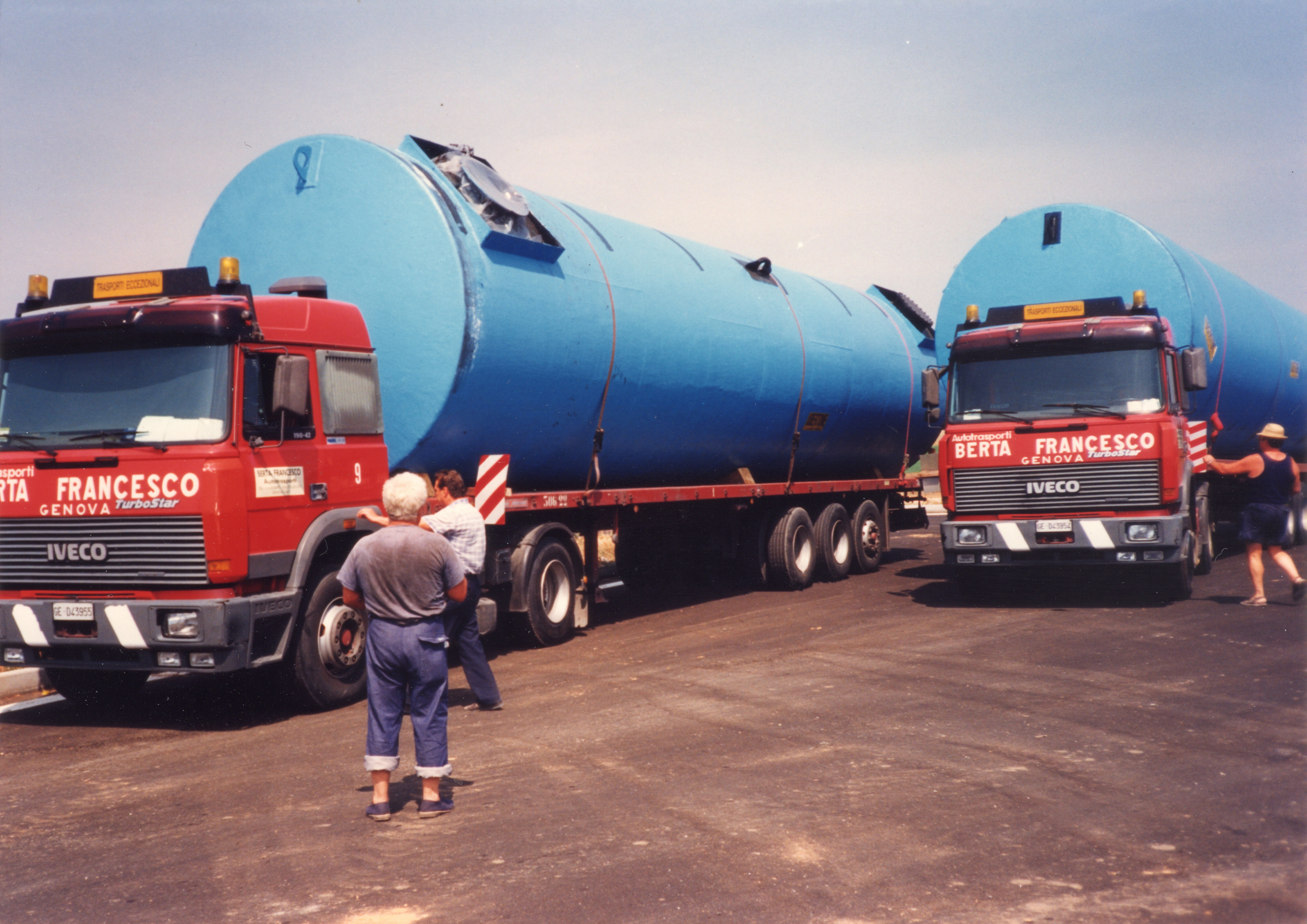
Automezzi della Berta Autotrasporti impegnati in trasporti eccezionali per dimensioni. Foto di fine anni novanta. I trattori stradali erano degli Iveco Turbostar 190-42 acquistati dalla ditta Morini di Genova Pra' mentre i semirimorchi erano degli Acerbi 13.60 con buca porta coils. Si tratta di uno dei primi impieghi in Italia di semirimorchi lunghi 13,60 metri invece dei canonici 12,50.

Il sodalizio con la società Ilva è perdurato fino al primo decennio degli anni duemila.
Memorabili i trasporti, intorno al 1950, di ripetitori sulla sommità del Monte Beigua per conto della Rai che hanno reso possibile l'inizio delle prime trasmissioni radiotelevisive italiane.
Data la strettezza della strada, per evitare irrimediabili blocchi del convoglio in caso di guasto dell'unità trainante, vennero inviate diverse unità motrici a precedere e a seguire.

## Fonti
- Il Secolo XIX, Il Lavoro (quotidiano), Corriere Mercantile nei numeri e nelle edizioni delle date a cui si riferiscono le informazioni;
- Uffici Stampa e Uffici Tecnici delle Aziende citate